# Arena Leipzig
Die Arena Leipzig, aufgrund eines Namenssponsorings seit Oktober 2019 Quarterback Immobilien Arena, ist eine Mehrzweckhalle in der sächsischen Großstadt Leipzig. Sie ist z. B. für Sportwettkämpfe, Konzerte, Shows, Stand-up-Comedy, Tagungen und sonstige Großveranstaltungen konzipiert. Sie liegt im Sportforum Leipzig westlich der Innenstadt und wurde am 11. Mai 2002 nach zweijähriger Bauzeit in Anwesenheit des damaligen Bundesinnenministers Otto Schily eröffnet. Die Baukosten beliefen sich auf 42 Millionen Euro.

## Struktur
Die Multifunktionshalle gliedert sich in mehrere Bereiche.

### Haupthalle
Die Haupthalle besitzt ein- und ausfahrbare Tribünen und ist je nach Aufbau etwa 2.400 bis 4.656 m² groß. Eine vorhandene 200-Meter-Rundlaufbahn kann für sportliche Veranstaltungen geöffnet oder für Konzerte verdeckt werden. Die sechsspurige Laufbahn hat höhenverstellbare Kurven. Die Raumhöhe beträgt zwischen 12 und 20 Meter. Die Halle bietet je nach Veranstaltung zwischen 4000 und 12.000 Plätze. Unter der Hauptarena befindet sich ein Laufbereich mit vierspurigem, 136 Meter langen und 6,80 Meter breiten Laufschlauch zum Aufwärmen. Zur weiteren Ausstattung gehören eine 18-m²-Videowand, eine 37 m² grafikfähige Anzeigetafel, ein Kraftraum, eine Sauna, ein Dopingkontrollraum, Geschäftsräume, Umkleidekabinen, Toiletten und Waschräume.

### Allgemeinsporthalle
Durch die Möglichkeit der Unterteilung mittels zweier Trennvorhänge kann sie für Trainings und Wettkämpfe in den Sportarten Volleyball, Basketball und Handball Verwendung finden. Sie verfügt über 300 Zuschauerplätze und ist für ein V.I.P.-Catering geeignet.

### Judohalle
Für Wettkämpfe im Ringen, Judo oder Turnen bietet sie 150 Zuschauern Platz und kann auch als Pressebereich eingesetzt werden.

## Nutzung

### Sport

#### Basketball
Die Arena Leipzig war von der Saison 2011/12 bis 2016/17 das Zuhause der Basketballmannschaft Uni-Riesen Leipzig in der ProB. Sie war zudem zeitweise die Heimspielstätte der früheren Bundesliga-Basketballerinnen des BBV Leipzig. Die Bundesliga-Basketballer des Mitteldeutschen BC tragen gelegentlich Partien mit großem Zuschaueraufkommen in der größeren Halle in Leipzig aus.

#### Handball
In der Bundesligasaison 2005/06 war die Arena Leipzig die Heimspielstätte für alle 17 Heimspiele des 1. SV Concordia Delitzsch, unter anderem gegen den THW Kiel, die SG Flensburg-Handewitt, den SC Magdeburg und den HSV Hamburg. Der Zuschauerschnitt lag bei 1944 Zuschauern, was einer Auslastung von 28 % entspricht.
Die Arena Leipzig war auch die Heimspielstätte der Handballdamen des HC Leipzig. Durch die Erfolge des Vereins kann man dort unter anderen Spiele der EHF Champions League, des DHB-Pokals und der 1. Handball-Bundesliga sehen. Des Weiteren trug das Juniorteam in der „kleinen Arena“ seine Heimspiele der 3. Liga aus. Auch die A-Jugend trug Teile der Heimspiele dort aus.
Am 5. Februar 2011 wurde in der Arena Leipzig das HBL All-Star Game 2011 ausgetragen, bei dem sich die deutsche Nationalmannschaft und ein All-Star-Team der Handball-Bundesliga gegenüberstanden. Dort waren unter anderem zu sehen: Filip Jícha (Welthandballer 2010), Henning Fritz (Welthandballer 2004), Thierry Omeyer (Weltmeister 2011), Jérôme Fernandez (Weltmeister 2011) und viele weitere Stars aus nationalen und internationalen Wettbewerben. Am 4. Februar 2012 gastierte zum zweiten Mal das All-Star Game in der Arena Leipzig. Wieder waren viele Vertreter von internationaler Bekanntheit zu Gast, unter anderem Domagoj Duvnjak (Deutscher Meister 2011), Daniel Narcisse (Weltmeister 2009), Bartłomiej Jaszka und Kim Andersson (Champions-League-Sieger 2010). Beim Spiel der deutschen Nationalmannschaft gegen die HBL All-Stars setzte sich das All-Star-Team mit 36:32 vor 7532 Zuschauern durch. Auch 2013 und 2014 fand dieses Spiel hier statt.
Der SC DHfK Leipzig trug in der Saison 2011/12 eines seiner Heimspiele in der Arena aus. Mit 6317 Zuschauern stellte man gegen den SV Post Schwerin am 16. März 2012 einen neuen Zuschauer-Rekord auf. Seit der Saison 2012/13 trägt die SC DHfK alle ihre Heimspiele in der Arena aus. Die Halle wurde zu den Spielen geteilt und bot 4000 Zuschauern Platz. Nach dem Aufstieg in die Bundesliga beträgt die Kapazität seit der Spielzeit 2015/16 6327 Personen.

#### Leichtathletik
Die Arena ist seit ihrer Fertigstellung regelmäßig Austragungsort von Wettbewerben wie den Deutschen Leichtathletik-Hallenmeisterschaften.

#### Weitere Sportarten
Sie war zudem die Heimspielstätte der Bundesliga-Volleyballer des VV Leipzig und des VC Leipzig. Als Trainingsort wird die Arena Leipzig von den Leichtathleten des LAZ Leipzig und den Judoka des JC Leipzig genutzt.
Vom 5. bis 9. Februar 2003 fanden in der Arena Leipzig die 1. Hallenhockey-Weltmeisterschaften der Damen und Herren statt. Im Februar 2015 war die Arena erneut Austragungsort der Hallenhockey-Weltmeisterschaften. Die vierten Titelkämpfe der Damen und Herren wurden vom 4. bis 8. Februar veranstaltet.

### Veranstaltungen
Es finden Konzerte und Auftritte von nationalen und internationalen Künstlern statt.
Unter anderem traten in der Arena auf:
- a-ha
- Alligatoah
- Amon Amarth
- Anastacia
- Apache 207
- Beatsteaks
- Bob Dylan
- Britney Spears
- Broilers
- Bryan Adams
- Cher
- City
- Coldplay
- Cro
- David Garrett
- Deep Purple
- Die Ärzte
- Die Fantastischen Vier
- Die Toten Hosen
- DJ BoBo
- Electric Callboy
- Eric Clapton
- Gossip
- Helene Fischer
- Iron Maiden
- James Blunt
- Jean-Michel Jarre
- Judas Priest
- Justin Timberlake
- Karat
- KISS
- Kraftklub
- Kylie Minogue
- Lena Meyer-Landrut
- Lord of the Dance
- Loreena McKennitt
- Machine Head
- Mando Diao
- Mario Barth
- Westernhagen
- Metallica
- Mark Knopfler
- Neil Young
- Nelly Furtado
- Pink
- Placebo
- Pur
- Rammstein
- Rihanna
- Rise Against
- Robin Gibb
- Puhdys
- Rosenstolz
- Sarah Connor
- Savas & Sido
- Scooter
- Seeed
- Silbermond
- Slipknot
- Sportfreunde Stiller
- Udo Lindenberg
- Volbeat
- ZZ Top

## Sponsoring
Mitte Oktober 2019 erwarb die Quarterback Immobilien AG die Namensrechte an der Arena Leipzig, die seither offiziell Quarterback Immobilien Arena heißt. Der Vertrag läuft bis 2025 und beinhaltet eine Option zur Verlängerung.

## Galerie

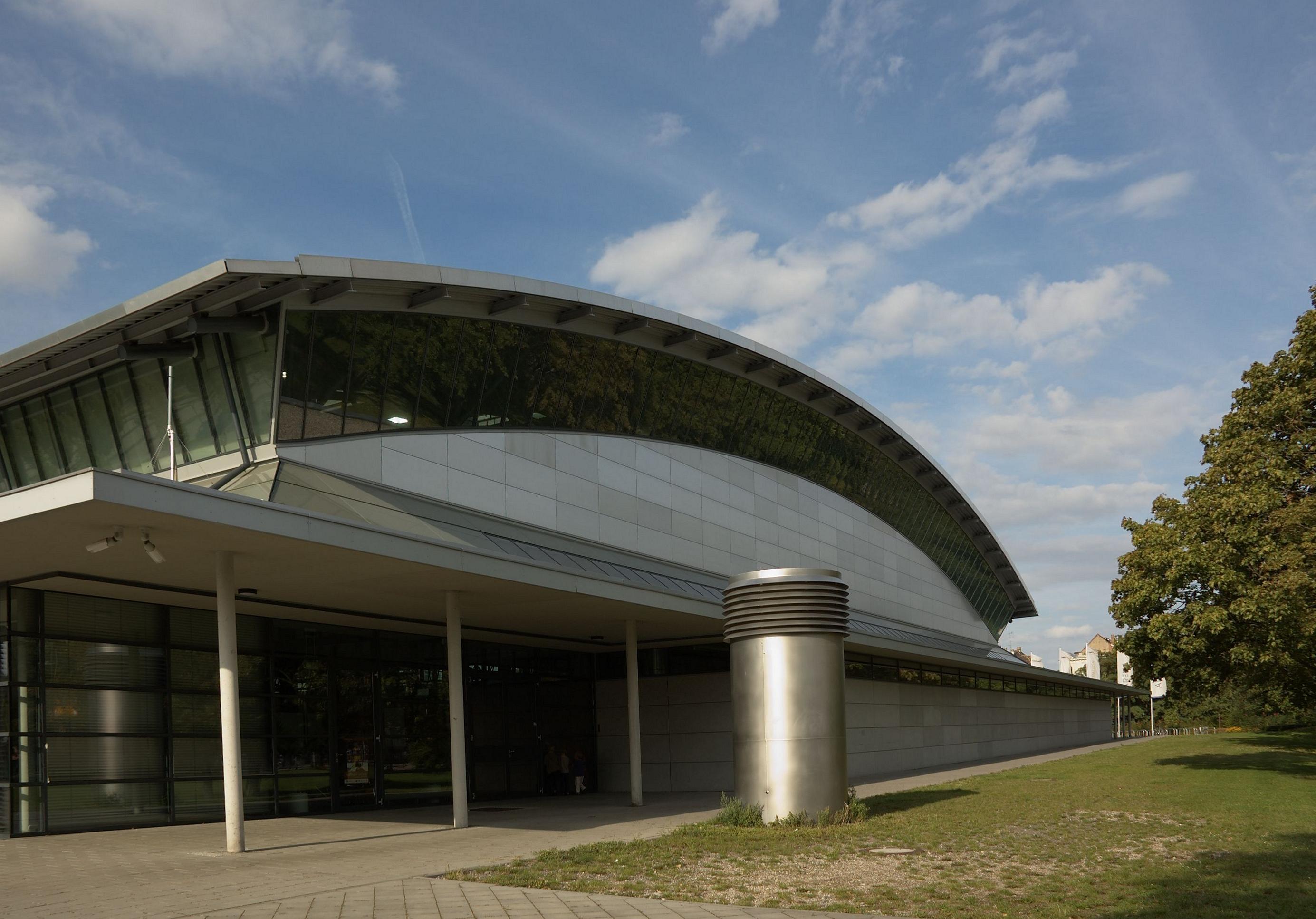
Arena Leipzig (2007)
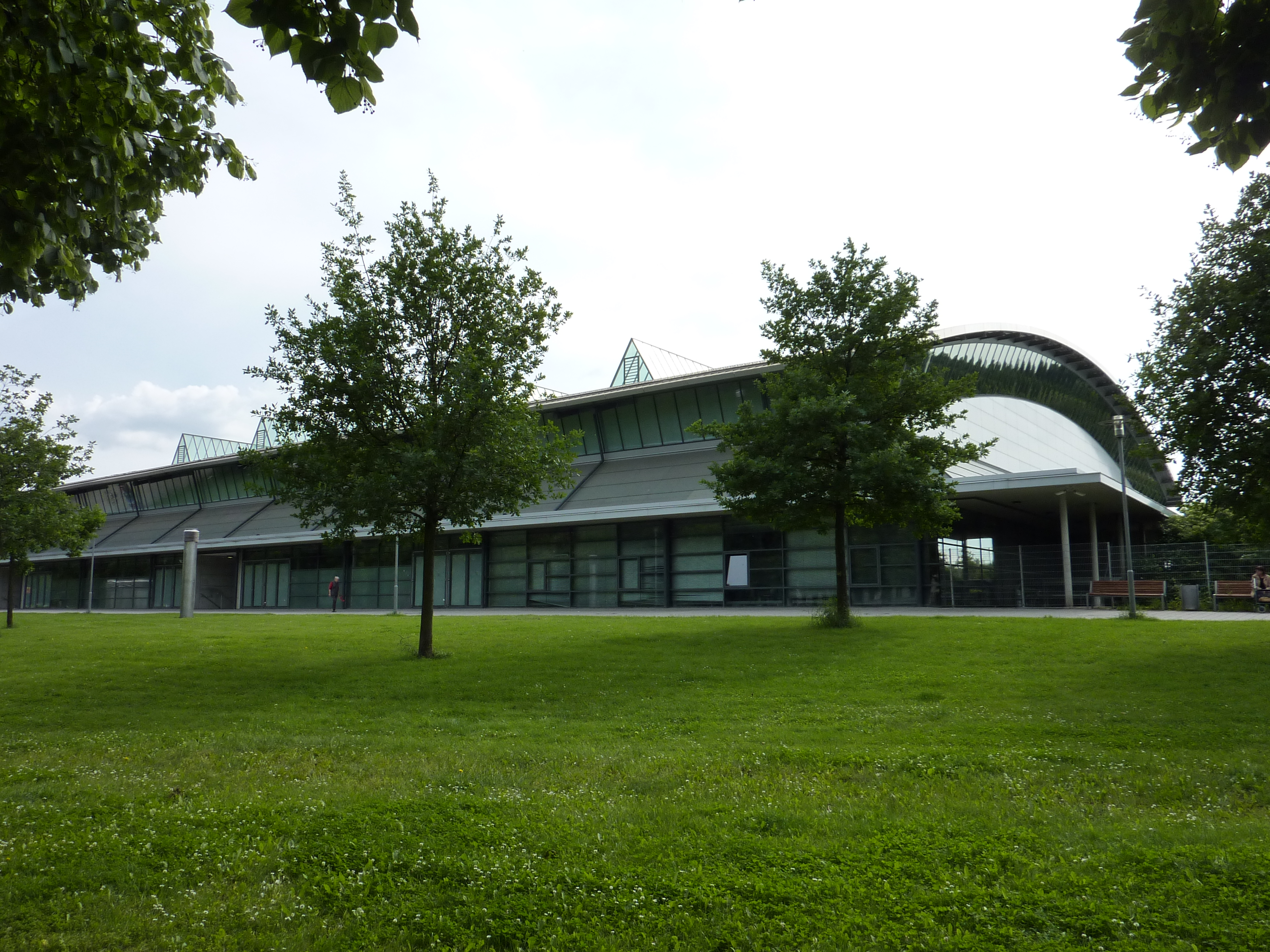
Zentrum-Nordwest (2013)